# Spielvereinigung Unterhaching 2006-2007
Questa voce raccoglie le informazioni riguardanti la Spielvereinigung Unterhaching nelle competizioni ufficiali della stagione 2006-2007.

## Stagione
Nella stagione 2006-2007 l'Unterhaching, allenato da Werner Lorant, concluse il campionato di 2. Bundesliga al 16º posto e fu retrocesso in Regionalliga. In Coppa di Germania l'Unterhaching fu eliminato agli ottavi di finale dal Norimberga.

## Rosa
| N. |                      | Ruolo | Calciatore           |
| -- | -------------------- | ----- | -------------------- |
| 1  | Germania (bandiera)  | P     | Philipp Heerwagen    |
| 2  | Germania (bandiera)  | C     | Carsten Sträßer      |
| 4  | Germania (bandiera)  | D     | Ralf Bucher          |
| 6  | Germania (bandiera)  | D     | Stefan Frühbeis      |
| 7  | Francia (bandiera)   | D     | Bruno Custos         |
| 8  | Polonia (bandiera)   | A     | Mirosław Spizak      |
| 10 | Senegal (bandiera)   | A     | Babacar N'Diaye      |
| 11 | Rep. Ceca (bandiera) | A     | Michal Kolomazník    |
| 12 | Germania (bandiera)  | P     | Stefan Riederer      |
| 14 | Austria (bandiera)   | A     | Michael Miksits      |
| 16 | Nigeria (bandiera)   | D     | Darlington Omodiagbe |
| 17 | Germania (bandiera)  | C     | Paul Thomik          |
| 18 | Germania (bandiera)  | D     | Raphael Schaschko    |
| 19 | Germania (bandiera)  | C     | Stefan Buck          |

| N. |                     | Ruolo | Calciatore         |
| -- | ------------------- | ----- | ------------------ |
| 20 | Germania (bandiera) | C     | Thomas Sobotzik    |
| 21 | Svizzera (bandiera) | D     | Frédéric Page      |
| 22 | Croazia (bandiera)  | D     | Ivica Majstorović  |
| 23 | Germania (bandiera) | D     | Nicolas Feldhahn   |
| 24 | Germania (bandiera) | A     | Robert Lechleiter  |
| 25 | Germania (bandiera) | P     | Marcus Stolzenberg |
| 26 | Germania (bandiera) | A     | Thomas Rathgeber   |
| 27 | Germania (bandiera) | D     | Florian Hörnig     |
| 28 | Slovenia (bandiera) | C     | Rajko Tavčar       |
| 30 | Tunisia (bandiera)  | C     | Patrick Ghigani    |
| 31 | Germania (bandiera) | A     | Bernd Nehrig       |
| 32 | Turchia (bandiera)  | C     | Orkan Balkan       |
| 34 | Turchia (bandiera)  | C     | Ceyhun Gülselam    |

## Organigramma societario
Area tecnica
- Allenatore: Werner Lorant
- Allenatore in seconda: Ralph Hasenhüttl
- Preparatore dei portieri: Rainer Berg
- Preparatori atletici: Johannes Wieber

## Calciomercato

### Sessione estiva
| Acquisti | Acquisti          | Acquisti           | Acquisti |
| R.       | Nome              | da                 | Modalità |
| -------- | ----------------- | ------------------ | -------- |
| A        | Michał Kolomazník | Monaco 1860        |          |
| A        | Michael Miksits   | Schwechat          |          |
| D        | Frédéric Page     | Greuther Fürth     |          |
| P        | Stefan Riederer   | 1. FC Bad Kötzting |          |
| A        | Mirosław Spizak   | Siegen             |          |

| Cessioni | Cessioni         | Cessioni        | Cessioni |
| R.       | Nome             | da              | Modalità |
| -------- | ---------------- | --------------- | -------- |
| A        | Silvio Adzic     | Coblenza        |          |
| A        | Andreas Fischer  | Darmstadt       |          |
| P        | Ermin Hasič      | Koper           |          |
| C        | Christian Holzer | Unterhaching II |          |

### Sessione invernale
| Acquisti | Acquisti          | Acquisti     | Acquisti |
| R.       | Nome              | da           | Modalità |
| -------- | ----------------- | ------------ | -------- |
| A        | Bernd Nehrig      | Stoccarda    |          |
| A        | Thomas Rathgeber  | Bochum       |          |
| D        | Raphael Schaschko | Stoccarda II |          |

| Cessioni | Cessioni          | Cessioni        | Cessioni |
| R.       | Nome              | da              | Modalità |
| -------- | ----------------- | --------------- | -------- |
| D        | Kai Oswald        | Carl Zeiss Jena |          |
| A        | Nico Frommer      | Osnabrück       |          |
| A        | Christoph Teinert | Augusta         |          |

## Risultati

### 2. Bundesliga

#### Girone di andata
| Arbitro: | Rafati |

|               |           |  |
| Juskowiak 76’ | Marcatori |  |

| Arbitro: | Walz |

|  |           |              |
|  | Marcatori | 35’ Mokhtari |

| Arbitro: | Henschel |

|           |           |                |
| Antar 70’ | Marcatori | 65’ Kolomazník |

| Arbitro: | Frank |

|  |           |             |
|  | Marcatori | 73’ Diabang |

| Arbitro: | Lupp |

|            |           |            |
| Sieger 37’ | Marcatori | 44’ Spizak |

| Arbitro: | Gräfe |

|                |           |             |
| Kolomazník 72’ | Marcatori | 54’ Karadaş |

| Arbitro: | Stachowiak |

|  |           |                     |
|  | Marcatori | 41’, 57’ Lechleiter |

| Unterhaching 20 ottobre 2006, ore 18:00 CEST 8ª giornata | Unterhaching | 0 – 0 referto | Colonia | Generali Sportpark (5 500 spett.)\| Arbitro: \| Gagelmann \| |
| Arbitro:                                                 | Gagelmann    |               |         |                                                              |

| Arbitro: | Dingert |

|                       |           |  |
| Röttger 16’ Dogan 90’ | Marcatori |  |

| Arbitro: | Schößling |

|  |           |                         |
|  | Marcatori | 58’ Krejčí 90’ Mosquera |

| Arbitro: | Pickel |

|                             |           |                                       |
| Rische 37’ (rig.) Fuchs 87’ | Marcatori | 2’ Thomik 75’ N'Diaye 84’ (rig.) Buck |

| Arbitro: | Anklam |

|                                |           |                 |
| Buck 25’ (rig.) Lechleiter 52’ | Marcatori | 27’ (aut.) Buck |

| Coblenza 19 novembre 2006, ore 14:00 CET 13ª giornata | Coblenza       | 0 – 0 referto | Unterhaching | Stadion Oberwerth (9 076 spett.)\| Arbitro: \| Schempershauwe \| |
| Arbitro:                                              | Schempershauwe |               |              |                                                                  |

| Arbitro: | Fischer |

|  |           |              |
|  | Marcatori | 29’ Federico |

| Arbitro: | Kempter |

|                                                       |           |              |
| Buck 11’, 65’ Lechleiter 53’ Omodiagbe 79’ Custos 89’ | Marcatori | 88’ Thorandt |

| Arbitro: | Welz |

|               |           |  |
| Mijatović 29’ | Marcatori |  |

| Unterhaching 15 dicembre 2006, ore 18:00 CET 17ª giornata | Unterhaching | 0 – 0 referto | Hansa Rostock | Generali Sportpark (3 700 spett.)\| Arbitro: \| Dingert \| |
| Arbitro:                                                  | Dingert      |               |               |                                                            |

#### Girone di ritorno
| Arbitro: | Weiner |

|                  |           |              |
| Ehlers 8’ (aut.) | Marcatori | 42’ Trehkopf |

| Arbitro: | Fischer |

|                                               |           |                      |
| Daun 12’ Idrissou 36’ Mokhtari 72’ Lavrič 79’ | Marcatori | 9’ Feldhahn 20’ Buck |

| Arbitro: | Kuhl |

|  |           |                        |
|  | Marcatori | 31’ Antar 54’ Iashvili |

| Arbitro: | Drees |

|                         |           |                |
| Lawarée 27’ Hdiouad 36’ | Marcatori | 32’ Lechleiter |

| Arbitro: | Grudzinski |

|                             |           |  |
| Feldhahn 16’ Kolomazník 82’ | Marcatori |  |

| Arbitro: | Seemann |

|                                     |           |  |
| Ziemer 5’ Meißner 24’, 39’ Bohl 40’ | Marcatori |  |

| Arbitro: | Schriever |

|                             |           |  |
| Lechleiter 3’ Rathgeber 80’ | Marcatori |  |

| Arbitro: | Rafati |

|                                  |           |               |
| Gambino 25’, 49’ Helmes 41’, 71’ | Marcatori | 89’ Rathgeber |

| Arbitro: | Henschel |

|  |           |                                  |
|  | Marcatori | 10’ Müller 35’ Brouwers 60’ Koen |

| Arbitro: | Gräfe |

|                                                  |           |                |
| Bogavac 19’ Aigner 68’ Toleski 78’ Burkhardt 84’ | Marcatori | 33’ Kolomazník |

| Arbitro: | Winkmann |

|                                        |           |                       |
| Feldhahn 14’ Spizak 34’ Lechleiter 35’ | Marcatori | 6’ Brinkmann 40’ Atem |

| Arbitro: | Wagner |

|                   |           |                |
| Bucher 11’ (aut.) | Marcatori | 60’ Lechleiter |

| Arbitro: | Kempter |

|                |           |  |
| Lechleiter 58’ | Marcatori |  |

| Arbitro: | Schriever |

|              |           |  |
| Kapllani 67’ | Marcatori |  |

| Arbitro: | Drees |

|                     |           |  |
| Gülselam 11’ (aut.) | Marcatori |  |

| Arbitro: | Weiner |

|                           |           |               |
| Rathgeber 7’ Gülselam 87’ | Marcatori | 23’ Reisinger |

| Arbitro: | Kinhöfer |

|                                |           |              |
| Yelen 7’ Ćetković 17’ Rahn 85’ | Marcatori | 22’ Feldhahn |

### Coppa di Germania
| Arbitro: | Grudzinski |

|  |           |                                          |
|  | Marcatori | 21’ Lechleiter 56’ Kolomazník 84’ Spizak |

| Arbitro: | Winkmann |

|  |           |                                |
|  | Marcatori | 21’, 37’ Kolomazník 86’ Custos |

| Arbitro: | Kircher |

|  |                      |  |
|  | Tiri di rigore 2 – 1 |  |

## Statistiche

### Statistiche di squadra
| Competizione      | Punti | In casa | In casa | In casa | In casa | In casa | In casa | In trasferta | In trasferta | In trasferta | In trasferta | In trasferta | In trasferta | Totale | Totale | Totale | Totale | Totale | Totale | DR  |
| Competizione      | Punti | G       | V       | N       | P       | Gf      | Gs      | G            | V            | N            | P            | Gf           | Gs           | G      | V      | N      | P      | Gf     | Gs     | DR  |
| ----------------- | ----- | ------- | ------- | ------- | ------- | ------- | ------- | ------------ | ------------ | ------------ | ------------ | ------------ | ------------ | ------ | ------ | ------ | ------ | ------ | ------ | --- |
| 2. Bundesliga     | 35    | 17      | 7       | 4       | 6       | 19      | 17      | 17           | 2            | 4            | 11           | 14           | 32           | 34     | 9      | 8      | 17     | 33     | 49     | -16 |
| Coppa di Germania | -     | 0       | 0       | 0       | 0       | 0       | 0       | 3            | 2            | 1            | 0            | 6            | 0            | 3      | 2      | 1      | 0      | 6      | 0      | +6  |
| Totale            | 35    | 17      | 7       | 4       | 6       | 19      | 17      | 20           | 4            | 5            | 11           | 20           | 32           | 37     | 11     | 9      | 17     | 39     | 49     | -10 |

### Andamento in campionato
| Giornata  | 1  | 2  | 3  | 4  | 5  | 6  | 7  | 8  | 9  | 10 | 11 | 12 | 13 | 14 | 15 | 16 | 17 | 18 | 19 | 20 | 21 | 22 | 23 | 24 | 25 | 26 | 27 | 28 | 29 | 30 | 31 | 32 | 33 | 34 |
| --------- | -- | -- | -- | -- | -- | -- | -- | -- | -- | -- | -- | -- | -- | -- | -- | -- | -- | -- | -- | -- | -- | -- | -- | -- | -- | -- | -- | -- | -- | -- | -- | -- | -- | -- |
| Luogo     | T  | C  | T  | C  | T  | C  | T  | C  | T  | C  | T  | C  | T  | C  | C  | T  | C  | C  | T  | C  | T  | C  | T  | C  | T  | C  | T  | C  | T  | C  | T  | T  | C  | T  |
| Risultato | P  | P  | N  | P  | N  | N  | V  | N  | P  | P  | V  | V  | N  | P  | V  | P  | N  | N  | P  | P  | P  | V  | P  | V  | P  | P  | P  | V  | N  | V  | P  | P  | V  | P  |
| Posizione | 15 | 16 | 14 | 17 | 17 | 16 | 14 | 14 | 16 | 17 | 14 | 13 | 14 | 14 | 11 | 13 | 14 | 14 | 14 | 14 | 14 | 14 | 15 | 14 | 14 | 16 | 17 | 15 | 15 | 14 | 15 | 16 | 14 | 16 |

Legenda:

Luogo: C = Casa; T = Trasferta. Risultato: V = Vittoria; N = Pareggio; P = Sconfitta.

### Statistiche dei giocatori
| Giocatore      | 2. Bundesliga | 2. Bundesliga | 2. Bundesliga | 2. Bundesliga | Coppa di Germania | Coppa di Germania | Coppa di Germania | Coppa di Germania | Totale   | Totale | Totale      | Totale     |
| Giocatore      | Presenze      | Reti          | Ammonizioni   | Espulsioni    | Presenze          | Reti              | Ammonizioni       | Espulsioni        | Presenze | Reti   | Ammonizioni | Espulsioni |
| -------------- | ------------- | ------------- | ------------- | ------------- | ----------------- | ----------------- | ----------------- | ----------------- | -------- | ------ | ----------- | ---------- |
| O. Balkan      | 2             | 0             | 0             | 0             | 0                 | 0                 | 0                 | 0                 | 2        | 0      | 0           | 0          |
| R. Bucher      | 6             | 0             | 2             | 0             | 0                 | 0                 | 0                 | 0                 | 6        | 0      | 2           | 0          |
| S. Buck        | 22            | 5             | 4             | 1             | 2                 | 0                 | 0                 | 0                 | 24       | 5      | 4           | 1          |
| B. Custos      | 31            | 1             | 9             | 0             | 3                 | 1                 | 1                 | 0                 | 34       | 2      | 10          | 0          |
| N. Feldhahn    | 20            | 4             | 5             | 1             | 2                 | 0                 | 1                 | 0                 | 22       | 4      | 6           | 1          |
| S. Frühbeis    | 19            | 0             | 3             | 1             | 1                 | 0                 | 0                 | 0                 | 20       | 0      | 3           | 1          |
| P. Ghigani     | 19            | 0             | 3             | 0             | 2                 | 0                 | 0                 | 0                 | 21       | 0      | 3           | 0          |
| C. Gülselam    | 8             | 1             | 5             | 0             | 0                 | 0                 | 0                 | 0                 | 8        | 1      | 5           | 0          |
| P. Heerwagen   | 34            | 0             | 2             | 0             | 3                 | 0                 | 0                 | 0                 | 37       | 0      | 2           | 0          |
| F. Hörnig      | 4             | 0             | 0             | 0             | 0                 | 0                 | 0                 | 0                 | 4        | 0      | 0           | 0          |
| M. Kolomazník  | 26            | 4             | 4             | 0             | 3                 | 3                 | 0                 | 0                 | 29       | 7      | 4           | 0          |
| R. Lechleiter  | 32            | 9             | 9             | 0             | 3                 | 1                 | 0                 | 0                 | 35       | 10     | 9           | 0          |
| I. Majstorović | 21            | 0             | 6             | 0             | 1                 | 0                 | 0                 | 0                 | 22       | 0      | 6           | 0          |
| M. Miksits     | 1             | 0             | 0             | 0             | 0                 | 0                 | 0                 | 0                 | 1        | 0      | 0           | 0          |
| B. N'Diaye     | 24            | 1             | 2             | 0             | 2                 | 0                 | 0                 | 0                 | 26       | 1      | 2           | 0          |
| B. Nehrig      | 3             | 0             | 0             | 0             | 0                 | 0                 | 0                 | 0                 | 3        | 0      | 0           | 0          |
| D. Omodiagbe   | 32            | 1             | 5             | 0             | 3                 | 0                 | 0                 | 0                 | 35       | 1      | 5           | 0          |
| K. Oswald      | 9             | 0             | 0             | 0             | 2                 | 0                 | 1                 | 0                 | 11       | 0      | 1           | 0          |
| F. Page        | 27            | 0             | 4             | 0             | 3                 | 0                 | 0                 | 0                 | 30       | 0      | 4           | 0          |
| T. Rathgeber   | 12            | 3             | 2             | 0             | 0                 | 0                 | 0                 | 0                 | 12       | 3      | 2           | 0          |
| S. Riederer    | 0             | 0             | 0             | 0             | 0                 | 0                 | 0                 | 0                 | 0        | 0      | 0           | 0          |
| R. Schaschko   | 14            | 0             | 2             | 0             | 0                 | 0                 | 0                 | 0                 | 14       | 0      | 2           | 0          |
| T. Sobotzik    | 21            | 0             | 2             | 0             | 3                 | 0                 | 0                 | 0                 | 24       | 0      | 2           | 0          |
| M. Spizak      | 25            | 2             | 5             | 1             | 3                 | 1                 | 0                 | 0                 | 28       | 3      | 5           | 1          |
| M. Stolzenberg | 0             | 0             | 0             | 0             | 0                 | 0                 | 0                 | 0                 | 0        | 0      | 0           | 0          |
| C. Sträßer     | 33            | 0             | 3             | 0             | 3                 | 0                 | 0                 | 0                 | 36       | 0      | 3           | 0          |
| R. Tavčar      | 0             | 0             | 0             | 0             | 0                 | 0                 | 0                 | 0                 | 0        | 0      | 0           | 0          |
| C. Teinert     | 11            | 0             | 1             | 0             | 1                 | 0                 | 0                 | 0                 | 12       | 0      | 1           | 0          |
| P. Thomik      | 13            | 1             | 1             | 0             | 1                 | 0                 | 0                 | 0                 | 14       | 1      | 1           | 0          |